# Glypta phanetae
Glypta phanetae là một loài tò vò trong họ Ichneumonidae.